# Phalacrocorax brasilianus
Phalacrocorax brasilianus là một loài chim trong họ Cốc.
Loài cốc này được tìm thấy khắp vùng nhiệt đới Mỹ và cận nhiệt đới, từ giữa Rio Grande và các bờ biển vùng Vịnh và California phía nam Hoa Kỳ thông qua Mexico và Trung Mỹ tới miền nam Nam Mỹ. Nó cũng sinh sản trên Bahamas Cuba và Trinidad. Nó có thể được tìm thấy ở cả hai bờ biển (bao gồm cả một số vùng ngập mặn) và các vùng nước nội địa. Có ít nhất hai phân loài: P. b. mexicanus từ phía bắc Nicaragua và P. b. brasilianus phía nam.

## Phân loại
Loài này được ghi chép trong tài liệu năm 1658 bởi Willem Piso sau khi đến Brasil. Điều này hình thành cơ sở cho các mô tả và đặt tên các loài bởi Johann Friedrich Gmelin vào năm 1789. Nhiều tác giả sau này ưa thích sử dụng danh pháp Phalacrocorax olivaceus dựa trên mô tả 1805 của Alexander von Humboldt vì danh tính của các loài chim của Piso được coi là không chắc chắn. Gần đây, nhiều cơ quan chức như Liên minh các nhà điểu cầm học Mỹ đã bắt đầu sử dụng danh pháp Phalacrocorax brasilianus theo M. Ralph Browning cho rằng miêu tả của Piso và các bức tranh thực sự đề cập đến chim cốc Tân nhiệt đới.

## Mô tả
Thân dài 64 cm với sải cánh dài 100 cm. Chim trống trưởng thành có trọng lượng từ 1,1 đến 1,5 kg, con chim mái trưởng thành từ 50 đến 100 gram. Chim của giống phía Nam có xu hướng lớn hơn so với những con chim về phía bắc. Nó là nhỏ và thanh mảnh, đặc biệt là so với chim cốc. Nó có một cái đuôi dài và thường xuyên vươn cổ trong một hình dạng chữ S. Bộ lông chim trưởng thành chủ yếu là màu đen, với một mảng cổ họng màu nâu vàng. Trong quá trình sinh sản, búi trắng xuất hiện ở hai bên đầu, filoplumes rải rác trắng ở phía bên của đầu và cổ, và các mảng cổ họng phát triển một lợi rìa trắng. Cánh trên là xám hơi hơn so với phần còn lại của cơ thể. Chim chưa thành niên là màu nâu.

## Hành vi
Loài cốc này có chế độ ăn bao gồm chủ yếu là các loài cá nhỏ, nhưng cũng ăn nòng nọc, ếch nhái và côn trùng thủy sinh. Thông tin về các con mồi của nó là thưa thớt, nhưng chim nội địa dường như ăn cá nhỏ dồi dào, trong ao và cửa hút gió che chở, dài ít hơn 10 cm, với một trọng lượng cá nhân một gram hoặc hai, chẳng hạn như Poecilia spp. đặc biệt sailfin molly Poecilia latipinna. Chúng bắt mồi bằng cách lặn dưới nước, bản thân bằng đôi chân của mình. Cú lặn của nó là ngắn gọn, từ 5 đến 15 giây. Chúng cũng bắt mồi theo nhóm, dùng cánh đập nước để dồn cá vào vùng nước nông.
Loài chim cốc này có sống theo chế độ một vợ một chồng và sinh sản ở các bầy. Tổ được xây trên một búi cây với chỗ lõm ở giữa có với cành cây và cỏ. Tổ cao vài mét so với mặt đất hoặc nước trong bụi cây hoặc các cây. Mỗi tổ có năm quả trứng trắng xanh phấn. Hầu hết các cặp đẻ 3 quả trứng, nhưng số lượng trung bình nở là ít hơn 2 quả. Những quả trứng sớm có màu bẩn của tổ. Cả chim bố và chim mẹ thay nhau ấp khoảng 25-30 ngày, và cả hai cha mẹ nuôi chim non cho đến khoảng tuần thứ 11. Đến tuần thứ 12 chim non sống độc lập. Không giống như các chim cốc, chim này thường có thể được nhìn thấy đậu trên dây.
Loài chim này phần lớn là định cư, với một số cá thể thỉnh thoảng lang thang phía bắc trong những tháng ấm hơn.